# Егілль Скаллагрімссон
Егілль Скаллагрімссон (ісл. Egill Skallagrímsson / Еїтш Скатлаґрімсон; бл. 910 — бл. 990) — великий ісландський скальд, чиє життя описано в «Сазі про Егілля» (вважають, що її написали близько 1220 року). Згідно із сагою, скальд безстрашно боровся з королями Норвегії Гаральдом Прекрасноволосим та Ейріком Кривавою Сокирою, здійснював воїнські подвиги і був вірний друзям, гаряче любив сина. Разом з тим, він був бридким, скупим, ярим, сіяв чвари заради забави. 

## Приклад поезії
- Перший вірш Егілля («Сага про Егілля», гл. 40)

Þat mælti mín móðir,
at mér skyldi kaupa
fley ok fagrar árar,
fara á brott með víkingum,
standa upp í stafni,
stýra dýrum knerri,
halda svá til hafnar
höggva mann ok annan.

Так говорила моя мати,
Що для мене вони куплять
човен і гарні весла,
щоб вийти з вікінгами,
та стати за кермо,
щоб керувати милим судном,
та тримати курс на гавань,
щоб порубати багато ворогів.